# Pedro María Otaño
Pedro María Otaño o Pedro Mari Otaño (Zizurkil, 1857 - Rosario, Argentina, 1910 va ser un escriptor i bertsolari en èuscar.
Provenia d'una família de bertsolaris. Emigrà a l'Argentina, junt amb la seva esposa i fills, establint-se a la localitat de Pehuajó. El seu estil és innovador i accessible a l'àmbit culte i popular.

## Obres

### Poesia
- Alkar olerki onenak. Olerki onenak alkar (1930, Iñaki Deunaren Irarkola)
- Alkar (1904, Buenos Aires)
- Bertsoak (1959, Itxaropena)

### òpera
- Artzai mutilla (1906, Buenos Aires música d'Ortiz de San Pelayo.